# Megaselia lenis
Megaselia lenis är en tvåvingeart som beskrevs av Borgmeier 1962. Megaselia lenis ingår i släktet Megaselia och familjen puckelflugor. Inga underarter finns listade i Catalogue of Life.